# Liga Juvenil de la UEFA 2015-16
La Liga Juvenil de la UEFA 2015-16 fue la 3.ª edición de la competición. Se disputó desde el 15 de septiembre de 2015 y finalizó el 18 de abril de 2016. Por primera vez se duplicó el número de equipos participantes, logrando un total de 64. La competición se compuso de los equipos juveniles de los 32 clubes que lograron su clasificación para la fase de grupos de la Liga de Campeones de la UEFA 2015-16 y 32 clubes que representaron a los campeones nacionales de las 32 federaciones con mejor ranking.
Para esta edición, fueron elegibles los jugadores que nacieron en 1997 o después.

## Estadio de la final
Al igual que en la temporada pasada, las semifinales y la final se jugaron en formato de partido único en el Colovray Stadium, en la sede de la UEFA ubicada en la ciudad de Nyon, Suiza. No hubo partido por el tercer puesto.

## Distribución de equipos por Asociaciones
Un total de sesenta y cuatro equipos participaron en la Liga Juvenil de la UEFA 2015–16, procedentes de los equipos matrices pertenecientes a las asociaciones de la UEFA con competición propia de liga.
Por primera vez, se dividió en dos rutas el acceso a las fases finales, la ruta de los equipos de la Champions League y la ruta de los Campeones Nacionales.
Los campeones nacionales de las 32 federaciones con mejor ranking según el de coeficientes de federaciones de la UEFA 2014, tienen la posibilidad de ser partes de la Liga Juvenil de la UEFA, usando el mismo ranking que se utilizó para decidir el acceso de los equipos a la UEFA Champions League y UEFA Europa League 2015/16.
|                             |                             | Equipos que entran en esta fase                                                 | Equipos que provienen de la fase anterior                          |
| --------------------------- | --------------------------- | ------------------------------------------------------------------------------- | ------------------------------------------------------------------ |
| Primera Fase (32 equipos)   | Primera Fase (32 equipos)   | - 32 equipos campeones de su federación                                         |                                                                    |
| Segunda Fase (16 equipos)   | Segunda Fase (16 equipos)   |                                                                                 | - 16 ganadores de la Primera Fase                                  |
| Fase de grupos (32 equipos) | Fase de grupos (32 equipos) | - 32 equipos que participan en la Fase de grupos de la Champions League 2015-16 |                                                                    |
| Play-off (16 equipos)       | Play-off (16 equipos)       |                                                                                 | - 8 ganadores de la Segunda Fase - 8 segundos de la Fase de grupos |
| Fase final (16 equipos)     | Fase final (16 equipos)     |                                                                                 | - 8 primeros de la Fase de grupos - 8 ganadores de la eliminatoria |

## Equipos
Un total de 64 clubes son parte de la competición.
| Posición | Asociación           | Ruta de la UEFA Champions League                                     | Ruta de los Campeones Nacionales |
| -------- | -------------------- | -------------------------------------------------------------------- | -------------------------------- |
| 1        | España               | Barcelona Real Madrid Atlético Madrid Sevilla Valencia               | Villarreal                       |
| 2        | Inglaterra           | Chelsea Manchester City Arsenal Manchester United                    | Middlesbrough                    |
| 3        | Alemania             | Bayern de Múnich Wolfsburg Borussia Mönchengladbach Bayer Leverkusen | Schalke 04                       |
| 4        | Italia               | Juventus Roma                                                        | Torino                           |
| 5        | Portugal             | Benfica Porto                                                        |                                  |
| 6        | Francia              | Paris Saint-Germain Lyon                                             | Stade de Reims                   |
| 7        | Rusia                | Zenit Saint Petersburg CSKA Moscú                                    | Spartak Moscow                   |
| 8        | Países Bajos         | PSV Eindhoven                                                        | Ajax                             |
| 9        | Ucrania              | Dynamo Kiev Shakhtar Donetsk                                         |                                  |
| 10       | Bélgica              | Gent                                                                 | Anderlecht                       |
| 11       | Turquía              | Galatasaray                                                          | Beşiktaş                         |
| 12       | Grecia               | Olympiacos                                                           |                                  |
| 13       | Suiza                |                                                                      | Servette                         |
| 14       | Austria              |                                                                      | Red Bull Salzburg                |
| 15       | República Checa      |                                                                      | Příbram                          |
| 16       | Rumania              |                                                                      | Viitorul Constanța               |
| 17       | Israel               | Maccabi Tel Aviv                                                     |                                  |
| 18       | Chipre               |                                                                      | APOEL                            |
| 19       | Dinamarca            |                                                                      | Midtjylland                      |
| 20       | Croacia              | Dinamo Zagreb                                                        |                                  |
| 21       | Polonia              |                                                                      | Legia Warsaw                     |
| 22       | Bielorrusia          | BATE Borisov                                                         | Minsk                            |
| 23       | Escocia              |                                                                      | Celtic                           |
| 24       | Suecia               | Malmö FF                                                             | Häcken                           |
| 25       | Bulgaria             |                                                                      | Litex Lovech                     |
| 26       | Noruega              |                                                                      | Brann                            |
| 27       | Serbia               |                                                                      | Rad                              |
| 28       | Hungría              |                                                                      | Puskás Akadémia                  |
| 29       | Eslovenia            |                                                                      | Domžale                          |
| 30       | Eslovaquia           |                                                                      | Senica                           |
| 31       | Moldavia             |                                                                      | Zimbru Chișinău                  |
| 32       | Azerbaiyán           |                                                                      | Ravan Baku                       |
| 33       | Georgia              |                                                                      | Saburtalo Tbilisi                |
| 34       | Kazajistán           | Astana                                                               | Kairat                           |
| 35       | Bosnia y Herzegovina |                                                                      | Željezničar                      |
| 36       | Finlandia            |                                                                      | KuPS                             |
| 37       | Islandia             |                                                                      | Breidablik                       |

## Competición

### Ruta de la UEFA Champions League
Los 32 clubes que entren a la UEFA Champions League 2015/16, serán representados en la Liga Juvenil de la UEFA 2015-16, con jugadores sub-19. Competirán en grupos con la misma configuración y calendario que la competición absoluta.
Los ocho campeones de cada grupo pasan directos a octavos de final. Los ocho segundos pasan a los play-offs.
|  | Equipos clasificados para los Octavos de final |
|  | Equipos repescados para los Play-Off           |

#### Grupo A
| Equipo              | Pts | PJ | PG | PE | PP | GF | GC | Dif |
| ------------------- | --- | -- | -- | -- | -- | -- | -- | --- |
| París Saint-Germain | 13  | 6  | 4  | 1  | 1  | 16 | 6  | +10 |
| Real Madrid         | 12  | 6  | 4  | 0  | 2  | 16 | 7  | +9  |
| Malmö               | 5   | 6  | 1  | 2  | 3  | 7  | 14 | -7  |
| Shakhtar Donetsk    | 4   | 6  | 1  | 1  | 4  | 13 | 25 | -12 |

| \| Fecha \| Estadio (Ciudad) \| Local \| Resultado \| Visitante \| \| ------------------------ \| ---------------- \| ------------------- \| --------- \| ------------------- \| \| 15 de septiembre de 2015 \| \| París Saint-Germain \| 0 - 0 \| Malmö \| \| 15 de septiembre de 2015 \| \| Real Madrid \| 4 - 0 \| Shakhtar Donetsk \| \| 30 de septiembre de 2015 \| \| Shakhtar Donetsk \| 1 - 4 \| París Saint-Germain \| \| 30 de septiembre de 2015 \| \| Malmö \| 1 - 0 \| Real Madrid \| \| 21 de octubre de 2015 \| \| París Saint-Germain \| 4 - 1 \| Real Madrid \| \| 21 de octubre de 2015 \| \| Malmö \| 2 - 2 \| Shakhtar Donetsk \| \| 3 de noviembre de 2015 \| \| Shakhtar Donetsk \| 3 - 1 \| Malmö \| \| 3 de noviembre de 2015 \| \| Real Madrid \| 2 - 0 \| París Saint-Germain \| \| 25 de noviembre de 2015 \| \| Malmö \| 0 - 3 \| París Saint-Germain \| \| 25 de noviembre de 2015 \| \| Shakhtar Donetsk \| 2 - 6 \| Real Madrid \| \| 8 de diciembre de 2015 \| \| París Saint-Germain \| 5 - 2 \| Shakhtar Donetsk \| \| 8 de diciembre de 2015 \| \| Real Madrid \| 3 - 0 \| Malmö \| |                  |                     |           |                     |
| Fecha | Estadio (Ciudad) | Local               | Resultado | Visitante           |
| 15 de septiembre de 2015 |                  | París Saint-Germain | 0 - 0     | Malmö               |
| 15 de septiembre de 2015 |                  | Real Madrid         | 4 - 0     | Shakhtar Donetsk    |
| 30 de septiembre de 2015 |                  | Shakhtar Donetsk    | 1 - 4     | París Saint-Germain |
| 30 de septiembre de 2015 |                  | Malmö               | 1 - 0     | Real Madrid         |
| 21 de octubre de 2015 |                  | París Saint-Germain | 4 - 1     | Real Madrid         |
| 21 de octubre de 2015 |                  | Malmö               | 2 - 2     | Shakhtar Donetsk    |
| 3 de noviembre de 2015 |                  | Shakhtar Donetsk    | 3 - 1     | Malmö               |
| 3 de noviembre de 2015 |                  | Real Madrid         | 2 - 0     | París Saint-Germain |
| 25 de noviembre de 2015 |                  | Malmö               | 0 - 3     | París Saint-Germain |
| 25 de noviembre de 2015 |                  | Shakhtar Donetsk    | 2 - 6     | Real Madrid         |
| 8 de diciembre de 2015 |                  | París Saint-Germain | 5 - 2     | Shakhtar Donetsk    |
| 8 de diciembre de 2015 |                  | Real Madrid         | 3 - 0     | Malmö               |

#### Grupo B
| Equipo        | Pts | PJ | PG | PE | PP | GF | GC | Dif |
| ------------- | --- | -- | -- | -- | -- | -- | -- | --- |
| PSV Eindhoven | 10  | 6  | 3  | 1  | 2  | 10 | 9  | +1  |
| CSKA          | 8   | 6  | 2  | 2  | 2  | 10 | 6  | +4  |
| Man. United   | 8   | 6  | 2  | 2  | 2  | 6  | 10 | -4  |
| Wolfsburgo    | 7   | 6  | 2  | 1  | 3  | 10 | 11 | -1  |

| \| Fecha \| Estadio (Ciudad) \| Local \| Resultado \| Visitante \| \| ------------------------ \| ---------------- \| ----------------- \| --------- \| ----------------- \| \| 15 de septiembre de 2015 \| \| Wolfsburgo \| 2 - 4 \| CSKA Moscú \| \| 15 de septiembre de 2015 \| \| PSV Eindhoven \| 0 - 3 \| Manchester United \| \| 30 de septiembre de 2015 \| \| Manchester United \| 1 - 1 \| Wolfsburgo \| \| 30 de septiembre de 2015 \| \| CSKA Moscú \| 0 - 0 \| PSV Eindhoven \| \| 21 de octubre de 2015 \| \| CSKA Moscú \| 4 - 0 \| Manchester United \| \| 21 de octubre de 2015 \| \| Wolfsburgo \| 4 - 1 \| PSV Eindhoven \| \| 3 de noviembre de 2015 \| \| Manchester United \| 0 - 0 \| CSKA Moscú \| \| 3 de noviembre de 2015 \| \| PSV Eindhoven \| 2 - 1 \| Wolfsburgo \| \| 25 de noviembre de 2015 \| \| CSKA Moscú \| 1 - 2 \| Wolfsburgo \| \| 25 de noviembre de 2015 \| \| Manchester United \| 0 - 5 \| PSV Eindhoven \| \| 8 de diciembre de 2015 \| \| Wolfsburgo \| 0 - 2 \| Manchester United \| \| 8 de diciembre de 2015 \| \| PSV Eindhoven \| 2 - 1 \| CSKA Moscú \| |                  |                   |           |                   |
| Fecha | Estadio (Ciudad) | Local             | Resultado | Visitante         |
| 15 de septiembre de 2015 |                  | Wolfsburgo        | 2 - 4     | CSKA Moscú        |
| 15 de septiembre de 2015 |                  | PSV Eindhoven     | 0 - 3     | Manchester United |
| 30 de septiembre de 2015 |                  | Manchester United | 1 - 1     | Wolfsburgo        |
| 30 de septiembre de 2015 |                  | CSKA Moscú        | 0 - 0     | PSV Eindhoven     |
| 21 de octubre de 2015 |                  | CSKA Moscú        | 4 - 0     | Manchester United |
| 21 de octubre de 2015 |                  | Wolfsburgo        | 4 - 1     | PSV Eindhoven     |
| 3 de noviembre de 2015 |                  | Manchester United | 0 - 0     | CSKA Moscú        |
| 3 de noviembre de 2015 |                  | PSV Eindhoven     | 2 - 1     | Wolfsburgo        |
| 25 de noviembre de 2015 |                  | CSKA Moscú        | 1 - 2     | Wolfsburgo        |
| 25 de noviembre de 2015 |                  | Manchester United | 0 - 5     | PSV Eindhoven     |
| 8 de diciembre de 2015 |                  | Wolfsburgo        | 0 - 2     | Manchester United |
| 8 de diciembre de 2015 |                  | PSV Eindhoven     | 2 - 1     | CSKA Moscú        |

#### Grupo C
| Equipo             | Pts | PJ | PG | PE | PP | GF | GC | Dif |
| ------------------ | --- | -- | -- | -- | -- | -- | -- | --- |
| Benfica            | 16  | 6  | 5  | 1  | 0  | 29 | 3  | +26 |
| Atlético de Madrid | 13  | 6  | 4  | 1  | 1  | 25 | 5  | +20 |
| Galatasaray        | 6   | 6  | 2  | 0  | 4  | 8  | 20 | -12 |
| Astana             | 0   | 6  | 0  | 0  | 6  | 1  | 35 | -34 |

| \| Fecha \| Estadio (Ciudad) \| Local \| Resultado \| Visitante \| \| ------------------------ \| ---------------- \| ------------------ \| --------- \| ------------------ \| \| 15 de septiembre de 2015 \| \| Galatasaray \| 1 - 3 \| Atlético de Madrid \| \| 15 de septiembre de 2015 \| \| Benfica \| 8 - 0 \| Astana \| \| 30 de septiembre de 2015 \| \| Astana \| 0 - 3 \| Galatasaray \| \| 30 de septiembre de 2015 \| \| Atlético de Madrid \| 1 - 2 \| Benfica \| \| 21 de octubre de 2015 \| \| Atlético de Madrid \| 7 - 1 \| Astana \| \| 21 de octubre de 2015 \| \| Galatasaray \| 1 - 11 \| Benfica \| \| 3 de noviembre de 2015 \| \| Astana \| 0 - 9 \| Atlético de Madrid \| \| 3 de noviembre de 2015 \| \| Benfica \| 2 - 0 \| Galatasaray \| \| 25 de noviembre de 2015 \| \| Astana \| 0 - 5 \| Benfica \| \| 25 de noviembre de 2015 \| \| Atlético de Madrid \| 4 - 0 \| Galatasaray \| \| 8 de diciembre de 2015 \| \| Galatasaray \| 3 - 0 \| Astana \| \| 8 de diciembre de 2015 \| \| Benfica \| 1 - 1 \| Atlético de Madrid \| |                  |                    |           |                    |
| Fecha | Estadio (Ciudad) | Local              | Resultado | Visitante          |
| 15 de septiembre de 2015 |                  | Galatasaray        | 1 - 3     | Atlético de Madrid |
| 15 de septiembre de 2015 |                  | Benfica            | 8 - 0     | Astana             |
| 30 de septiembre de 2015 |                  | Astana             | 0 - 3     | Galatasaray        |
| 30 de septiembre de 2015 |                  | Atlético de Madrid | 1 - 2     | Benfica            |
| 21 de octubre de 2015 |                  | Atlético de Madrid | 7 - 1     | Astana             |
| 21 de octubre de 2015 |                  | Galatasaray        | 1 - 11    | Benfica            |
| 3 de noviembre de 2015 |                  | Astana             | 0 - 9     | Atlético de Madrid |
| 3 de noviembre de 2015 |                  | Benfica            | 2 - 0     | Galatasaray        |
| 25 de noviembre de 2015 |                  | Astana             | 0 - 5     | Benfica            |
| 25 de noviembre de 2015 |                  | Atlético de Madrid | 4 - 0     | Galatasaray        |
| 8 de diciembre de 2015 |                  | Galatasaray        | 3 - 0     | Astana             |
| 8 de diciembre de 2015 |                  | Benfica            | 1 - 1     | Atlético de Madrid |

#### Grupo D
| Equipo                   | Pts | PJ | PG | PE | PP | GF | GC | Dif |
| ------------------------ | --- | -- | -- | -- | -- | -- | -- | --- |
| Manchester City          | 11  | 6  | 3  | 2  | 1  | 11 | 6  | +5  |
| Sevilla                  | 11  | 6  | 3  | 2  | 1  | 9  | 7  | +2  |
| Juventus                 | 6   | 6  | 2  | 0  | 4  | 7  | 11 | -4  |
| Borussia Mönchengladbach | 5   | 6  | 1  | 2  | 3  | 10 | 13 | -3  |

| \| Fecha \| Estadio (Ciudad) \| Local \| Resultado \| Visitante \| \| ------------------------ \| ---------------- \| ------------------------ \| --------- \| ------------------------ \| \| 15 de septiembre de 2015 \| \| Manchester City \| 4 - 1 \| Juventus \| \| 15 de septiembre de 2015 \| \| Sevilla \| 4 - 2 \| Borussia Mönchengladbach \| \| 30 de septiembre de 2015 \| \| Borussia Mönchengladbach \| 1 - 2 \| Manchester City \| \| 30 de septiembre de 2015 \| \| Juventus \| 0 - 1 \| Sevilla \| \| 21 de octubre de 2015 \| \| Juventus \| 2 - 1 \| Borussia Mönchengladbach \| \| 21 de octubre de 2015 \| \| Manchester City \| 1 - 1 \| Sevilla \| \| 3 de noviembre de 2015 \| \| Borussia Mönchengladbach \| 3 - 2 \| Juventus \| \| 3 de noviembre de 2015 \| \| Sevilla \| 0 - 2 \| Manchester City \| \| 25 de noviembre de 2015 \| \| Juventus \| 2 - 1 \| Manchester City \| \| 25 de noviembre de 2015 \| \| Borussia Mönchengladbach \| 2 - 2 \| Sevilla \| \| 8 de diciembre de 2015 \| \| Manchester City \| 1 - 1 \| Borussia Mönchengladbach \| \| 8 de diciembre de 2015 \| \| Sevilla \| 1 - 0 \| Juventus \| |                  |                          |           |                          |
| Fecha | Estadio (Ciudad) | Local                    | Resultado | Visitante                |
| 15 de septiembre de 2015 |                  | Manchester City          | 4 - 1     | Juventus                 |
| 15 de septiembre de 2015 |                  | Sevilla                  | 4 - 2     | Borussia Mönchengladbach |
| 30 de septiembre de 2015 |                  | Borussia Mönchengladbach | 1 - 2     | Manchester City          |
| 30 de septiembre de 2015 |                  | Juventus                 | 0 - 1     | Sevilla                  |
| 21 de octubre de 2015 |                  | Juventus                 | 2 - 1     | Borussia Mönchengladbach |
| 21 de octubre de 2015 |                  | Manchester City          | 1 - 1     | Sevilla                  |
| 3 de noviembre de 2015 |                  | Borussia Mönchengladbach | 3 - 2     | Juventus                 |
| 3 de noviembre de 2015 |                  | Sevilla                  | 0 - 2     | Manchester City          |
| 25 de noviembre de 2015 |                  | Juventus                 | 2 - 1     | Manchester City          |
| 25 de noviembre de 2015 |                  | Borussia Mönchengladbach | 2 - 2     | Sevilla                  |
| 8 de diciembre de 2015 |                  | Manchester City          | 1 - 1     | Borussia Mönchengladbach |
| 8 de diciembre de 2015 |                  | Sevilla                  | 1 - 0     | Juventus                 |

#### Grupo E
| Equipo           | Pts | PJ | PG | PE | PP | GF | GC | Dif |
| ---------------- | --- | -- | -- | -- | -- | -- | -- | --- |
| Barcelona        | 12  | 6  | 3  | 3  | 0  | 10 | 4  | +6  |
| Roma             | 9   | 6  | 2  | 3  | 1  | 12 | 6  | +6  |
| Bayer Leverkusen | 8   | 6  | 2  | 2  | 2  | 6  | 9  | -3  |
| BATE Borisov     | 2   | 6  | 0  | 2  | 4  | 1  | 10 | -9  |

| \| Fecha \| Estadio (Ciudad) \| Local \| Resultado \| Visitante \| \| ------------------------ \| ---------------- \| ---------------- \| --------- \| ---------------- \| \| 16 de septiembre de 2015 \| \| Bayer Leverkusen \| 1 - 0 \| BATE Borisov \| \| 16 de septiembre de 2015 \| \| Roma \| 0 - 0 \| Barcelona \| \| 29 de septiembre de 2015 \| \| Barcelona \| 1 - 1 \| Bayer Leverkusen \| \| 29 de septiembre de 2015 \| \| BATE Borisov \| 0 - 0 \| Roma \| \| 20 de octubre de 2015 \| \| BATE Borisov \| 0 - 3 \| Barcelona \| \| 20 de octubre de 2015 \| \| Bayer Leverkusen \| 2 - 1 \| Roma \| \| 4 de noviembre de 2015 \| \| Barcelona \| 2 - 0 \| BATE Borisov \| \| 4 de noviembre de 2015 \| \| Roma \| 5 - 1 \| Bayer Leverkusen \| \| 24 de noviembre de 2015 \| \| BATE Borisov \| 1 - 1 \| Bayer Leverkusen \| \| 24 de noviembre de 2015 \| \| Barcelona \| 3 - 3 \| Roma \| \| 9 de diciembre de 2015 \| \| Bayer Leverkusen \| 0 - 1 \| Barcelona \| \| 9 de diciembre de 2015 \| \| Roma \| 3 - 0 \| BATE Borisov \| |                  |                  |           |                  |
| Fecha | Estadio (Ciudad) | Local            | Resultado | Visitante        |
| 16 de septiembre de 2015 |                  | Bayer Leverkusen | 1 - 0     | BATE Borisov     |
| 16 de septiembre de 2015 |                  | Roma             | 0 - 0     | Barcelona        |
| 29 de septiembre de 2015 |                  | Barcelona        | 1 - 1     | Bayer Leverkusen |
| 29 de septiembre de 2015 |                  | BATE Borisov     | 0 - 0     | Roma             |
| 20 de octubre de 2015 |                  | BATE Borisov     | 0 - 3     | Barcelona        |
| 20 de octubre de 2015 |                  | Bayer Leverkusen | 2 - 1     | Roma             |
| 4 de noviembre de 2015 |                  | Barcelona        | 2 - 0     | BATE Borisov     |
| 4 de noviembre de 2015 |                  | Roma             | 5 - 1     | Bayer Leverkusen |
| 24 de noviembre de 2015 |                  | BATE Borisov     | 1 - 1     | Bayer Leverkusen |
| 24 de noviembre de 2015 |                  | Barcelona        | 3 - 3     | Roma             |
| 9 de diciembre de 2015 |                  | Bayer Leverkusen | 0 - 1     | Barcelona        |
| 9 de diciembre de 2015 |                  | Roma             | 3 - 0     | BATE Borisov     |

#### Grupo F
| Equipo           | Pts | PJ | PG | PE | PP | GF | GC | Dif |
| ---------------- | --- | -- | -- | -- | -- | -- | -- | --- |
| Arsenal          | 10  | 6  | 3  | 1  | 2  | 9  | 7  | +2  |
| Dinamo Zagreb    | 10  | 6  | 3  | 1  | 2  | 9  | 8  | +1  |
| Olympiacos       | 10  | 6  | 3  | 1  | 2  | 9  | 8  | +1  |
| Bayern de Múnich | 4   | 6  | 1  | 1  | 4  | 3  | 7  | -4  |

| \| Fecha \| Estadio (Ciudad) \| Local \| Resultado \| Visitante \| \| ------------------------ \| ---------------- \| ---------------- \| --------- \| ---------------- \| \| 16 de septiembre de 2015 \| \| Dinamo Zagreb \| 0 - 2 \| Arsenal \| \| 16 de septiembre de 2015 \| \| Olympiacos \| 1 - 0 \| Bayern de Múnich \| \| 29 de septiembre de 2015 \| \| Bayern de Múnich \| 1 - 2 \| Dinamo Zagreb \| \| 29 de septiembre de 2015 \| \| Arsenal \| 3 - 2 \| Olympiacos \| \| 20 de octubre de 2015 \| \| Arsenal \| 2 - 0 \| Bayern de Múnich \| \| 20 de octubre de 2015 \| \| Dinamo Zagreb \| 2 - 2 \| Olympiacos \| \| 4 de noviembre de 2015 \| \| Bayern de Múnich \| 1 - 1 \| Arsenal \| \| 4 de noviembre de 2015 \| \| Olympiacos \| 2 - 2 \| Dinamo Zagreb \| \| 24 de noviembre de 2015 \| \| Arsenal \| 1 - 2 \| Dinamo Zagreb \| \| 24 de noviembre de 2015 \| \| Bayern de Múnich \| 0 - 1 \| Olympiacos \| \| 9 de diciembre de 2015 \| \| Dinamo Zagreb \| 0 - 1 \| Bayern de Múnich \| \| 9 de diciembre de 2015 \| \| Olympiacos \| 2 - 0 \| Arsenal \| |                  |                  |           |                  |
| Fecha | Estadio (Ciudad) | Local            | Resultado | Visitante        |
| 16 de septiembre de 2015 |                  | Dinamo Zagreb    | 0 - 2     | Arsenal          |
| 16 de septiembre de 2015 |                  | Olympiacos       | 1 - 0     | Bayern de Múnich |
| 29 de septiembre de 2015 |                  | Bayern de Múnich | 1 - 2     | Dinamo Zagreb    |
| 29 de septiembre de 2015 |                  | Arsenal          | 3 - 2     | Olympiacos       |
| 20 de octubre de 2015 |                  | Arsenal          | 2 - 0     | Bayern de Múnich |
| 20 de octubre de 2015 |                  | Dinamo Zagreb    | 2 - 2     | Olympiacos       |
| 4 de noviembre de 2015 |                  | Bayern de Múnich | 1 - 1     | Arsenal          |
| 4 de noviembre de 2015 |                  | Olympiacos       | 2 - 2     | Dinamo Zagreb    |
| 24 de noviembre de 2015 |                  | Arsenal          | 1 - 2     | Dinamo Zagreb    |
| 24 de noviembre de 2015 |                  | Bayern de Múnich | 0 - 1     | Olympiacos       |
| 9 de diciembre de 2015 |                  | Dinamo Zagreb    | 0 - 1     | Bayern de Múnich |
| 9 de diciembre de 2015 |                  | Olympiacos       | 2 - 0     | Arsenal          |

#### Grupo G
| Equipo           | Pts | PJ | PG | PE | PP | GF | GC | Dif |
| ---------------- | --- | -- | -- | -- | -- | -- | -- | --- |
| Chelsea          | 14  | 6  | 4  | 2  | 0  | 15 | 4  | +11 |
| Dynamo Kiev      | 10  | 6  | 3  | 1  | 2  | 7  | 7  | 0   |
| FC Oporto        | 8   | 6  | 2  | 2  | 2  | 8  | 7  | +1  |
| Maccabi Tel Aviv | 1   | 6  | 0  | 1  | 5  | 2  | 14 | -12 |

| \| Fecha \| Estadio (Ciudad) \| Local \| Resultado \| Visitante \| \| ------------------------ \| ---------------- \| ---------------- \| --------- \| ---------------- \| \| 16 de septiembre de 2015 \| \| Dynamo Kiev \| 2 - 1 \| FC Oporto \| \| 16 de septiembre de 2015 \| \| Chelsea \| 3 - 0 \| Maccabi Tel Aviv \| \| 29 de septiembre de 2015 \| \| Maccabi Tel Aviv \| 1 - 1 \| Dynamo Kiev \| \| 29 de septiembre de 2015 \| \| FC Oporto \| 3 - 3 \| Chelsea \| \| 20 de octubre de 2015 \| \| FC Oporto \| 2 - 0 \| Maccabi Tel Aviv \| \| 20 de octubre de 2015 \| \| Dynamo Kiev \| 0 - 2 \| Chelsea \| \| 4 de noviembre de 2015 \| \| Maccabi Tel Aviv \| 1 - 2 \| FC Oporto \| \| 4 de noviembre de 2015 \| \| Chelsea \| 3 - 1 \| Dynamo Kiev \| \| 24 de noviembre de 2015 \| \| FC Oporto \| 0 - 1 \| Dynamo Kiev \| \| 24 de noviembre de 2015 \| \| Maccabi Tel Aviv \| 0 - 4 \| Chelsea \| \| 9 de diciembre de 2015 \| \| Dynamo Kiev \| 2 - 0 \| Maccabi Tel Aviv \| \| 9 de diciembre de 2015 \| \| Chelsea \| 0 - 0 \| FC Oporto \| |                  |                  |           |                  |
| Fecha | Estadio (Ciudad) | Local            | Resultado | Visitante        |
| 16 de septiembre de 2015 |                  | Dynamo Kiev      | 2 - 1     | FC Oporto        |
| 16 de septiembre de 2015 |                  | Chelsea          | 3 - 0     | Maccabi Tel Aviv |
| 29 de septiembre de 2015 |                  | Maccabi Tel Aviv | 1 - 1     | Dynamo Kiev      |
| 29 de septiembre de 2015 |                  | FC Oporto        | 3 - 3     | Chelsea          |
| 20 de octubre de 2015 |                  | FC Oporto        | 2 - 0     | Maccabi Tel Aviv |
| 20 de octubre de 2015 |                  | Dynamo Kiev      | 0 - 2     | Chelsea          |
| 4 de noviembre de 2015 |                  | Maccabi Tel Aviv | 1 - 2     | FC Oporto        |
| 4 de noviembre de 2015 |                  | Chelsea          | 3 - 1     | Dynamo Kiev      |
| 24 de noviembre de 2015 |                  | FC Oporto        | 0 - 1     | Dynamo Kiev      |
| 24 de noviembre de 2015 |                  | Maccabi Tel Aviv | 0 - 4     | Chelsea          |
| 9 de diciembre de 2015 |                  | Dynamo Kiev      | 2 - 0     | Maccabi Tel Aviv |
| 9 de diciembre de 2015 |                  | Chelsea          | 0 - 0     | FC Oporto        |

#### Grupo H
| Equipo   | Pts | PJ | PG | PE | PP | GF | GC | Dif |
| -------- | --- | -- | -- | -- | -- | -- | -- | --- |
| Lyon     | 13  | 6  | 4  | 1  | 1  | 16 | 4  | +12 |
| Valencia | 13  | 6  | 4  | 1  | 1  | 13 | 3  | +10 |
| Zenit    | 6   | 6  | 2  | 0  | 4  | 5  | 11 | -6  |
| Gante    | 3   | 6  | 1  | 0  | 5  | 2  | 18 | -16 |

| \| Fecha \| Estadio (Ciudad) \| Local \| Resultado \| Visitante \| \| ------------------------ \| ---------------- \| ------------------------ \| --------- \| ------------------------ \| \| 16 de septiembre de 2015 \| \| Valencia \| 2 - 0 \| Zenit de San Petersburgo \| \| 16 de septiembre de 2015 \| \| Gante \| 0 - 3 \| Olympique de Lyon \| \| 29 de septiembre de 2015 \| \| Olympique de Lyon \| 1 - 0 \| Valencia \| \| 29 de septiembre de 2015 \| \| Zenit de San Petersburgo \| 0 - 1 \| Gante \| \| 20 de octubre de 2015 \| \| Zenit de San Petrsburgo \| 3 - 1 \| Olympique de Lyon \| \| 20 de octubre de 2015 \| \| Valencia \| 5 - 1 \| Gante \| \| 4 de noviembre de 2015 \| \| Olympique de Lyon \| 6 - 0 \| Zenit de San Petersburgo \| \| 4 de noviembre de 2015 \| \| Gante \| 0 - 4 \| Valencia \| \| 24 de noviembre de 2015 \| \| Zenit de San Petersburgo \| 0 - 1 \| Valencia \| \| 24 de noviembre de 2015 \| \| Olympique de Lyon \| 4 - 0 \| Gante \| \| 9 de diciembre de 2015 \| \| Valencia \| 1 - 1 \| Olympique de Lyon \| \| 9 de diciembre de 2015 \| \| Gante \| 0 - 2 \| Zenit de San Petersburgo \| |                  |                          |           |                          |
| Fecha | Estadio (Ciudad) | Local                    | Resultado | Visitante                |
| 16 de septiembre de 2015 |                  | Valencia                 | 2 - 0     | Zenit de San Petersburgo |
| 16 de septiembre de 2015 |                  | Gante                    | 0 - 3     | Olympique de Lyon        |
| 29 de septiembre de 2015 |                  | Olympique de Lyon        | 1 - 0     | Valencia                 |
| 29 de septiembre de 2015 |                  | Zenit de San Petersburgo | 0 - 1     | Gante                    |
| 20 de octubre de 2015 |                  | Zenit de San Petrsburgo  | 3 - 1     | Olympique de Lyon        |
| 20 de octubre de 2015 |                  | Valencia                 | 5 - 1     | Gante                    |
| 4 de noviembre de 2015 |                  | Olympique de Lyon        | 6 - 0     | Zenit de San Petersburgo |
| 4 de noviembre de 2015 |                  | Gante                    | 0 - 4     | Valencia                 |
| 24 de noviembre de 2015 |                  | Zenit de San Petersburgo | 0 - 1     | Valencia                 |
| 24 de noviembre de 2015 |                  | Olympique de Lyon        | 4 - 0     | Gante                    |
| 9 de diciembre de 2015 |                  | Valencia                 | 1 - 1     | Olympique de Lyon        |
| 9 de diciembre de 2015 |                  | Gante                    | 0 - 2     | Zenit de San Petersburgo |

### Ruta de los Campeones Nacionales
Los campeones nacionales de las 32 federaciones con mejor ranking, según el de coeficientes de federaciones de la UEFA 2014, serán representados en la Liga Juvenil de la UEFA 2015-16, con jugadores sub-19. Competirán en dos rondas eliminatorias a doble partido y no habrá cabezas de serie. Los ocho ganadores pasan a los play-offs.

#### Primera ronda
Los partidos de ida se jugaron el 29 y 30 de septiembre, mientras que los de vuelta el 7, 14, 20 y 21 de octubre de 2015.
En negrita los equipos que clasificaron.
| Equipo local ida | Resultado    | Equipo visitante ida | Ida | Vuelta |
| ---------------- | ------------ | -------------------- | --- | ------ |
| Villarreal       | 4:4          | Servette             | 2:3 | 2:1    |
| APOEL            | 4:9          | Puksás AFC           | 3:3 | 1:6    |
| Senica           | 1:2          | Torino               | 0:0 | 1:2    |
| Rad              | 1:1 (3:2 p.) | Domžale              | 0:1 | 1:0    |
| Stade de Reims   | 5:6          | Middlesbrough        | 5:3 | 0:3    |
| Elfsborg         | 2:1          | Stjarnan             | 2:0 | 0:1    |
| Brann            | 1:6          | Anderlecht           | 1:1 | 0:5    |
| HJK Helsinki     | 1:6          | Celtic               | 0:5 | 1:1    |
| Schalke 04       | 2:5          | Ajax                 | 2:3 | 0:2    |
| Příbram          | 4:1          | Zimbru Chisinau      | 2:0 | 2:1    |
| Salzburg         | 5:2          | Željezničar          | 4:0 | 1:2    |
| Saburtalo        | 2:5          | Midtjylland          | 1:3 | 1:2    |
| Aktobe           | 0:6          | Beşiktaş             | 0:2 | 0:4    |
| Spartak de Moscú | 4:0          | Ravan                | 4:0 | 0:0    |
| FC Minsk         | 3:7          | Viitorul             | 2:2 | 1:5    |
| Litex Lovech     | 2:5          | Legia de Varsovia    | 1:2 | 1:3    |

#### Segunda ronda
Los partidos de ida se jugaron el 4 y 5 de noviembre, mientras que los de vuelta el 24 y 25 de noviembre de 2015. En una llave en particular, que enfrentó a Servette y Anderlecht, los partidos de ida y vuelta se jugaron el 2 y 6 de diciembre respectivamente.
En negrita los equipos clasificados.
| Equipo local ida | Resultado | Equipo visitante ida | Ida | Vuelta |
| ---------------- | --------- | -------------------- | --- | ------ |
| Puksás AFC       | 1:3       | Celtic               | 1:0 | 0:3    |
| Rad              | 0:1       | Elfsborg             | 0:1 | 0:0    |
| Servette         | 3:4       | Anderlecht           | 1:2 | 2:2    |
| Middlesbrough    | 6:3       | Torino               | 3:0 | 3:3    |
| Spartak de Moscú | 1:5       | Ajax                 | 0:3 | 1:2    |
| Beşiktaş         | 2:5       | Salzburg             | 1:0 | 1:5    |
| Midtjylland      | 5:1       | Legia de Varsovia    | 2:0 | 3:1    |
| Příbram          | 2:0       | Viitorul             | 2:0 | 0:0    |

### Play-offs
Los ocho campeones de la ruta de los Campeones Nacionales jugaron como locales ante los ocho segundos de la ruta de la UEFA Champions League en eliminatorias a partido único, que decidieron los ocho equipos restantes para octavos de final.
| Ruta de los Campeones Nacionales - Middlesbrough - Ajax - Anderlecht - Salzburg | - Příbram - Elfsborg - Midtjylland - Celtic |

| Ruta de la UEFA Champions League - Real Madrid - Atlético de Madrid - Sevilla - Valencia | - Roma - CSKA - Dynamo Kiev - Arsenal |

Los partidos se jugaron el 9 y 10 de febrero de 2016.
En negrita los equipos clasificados.
| Equipo local  | Resultado    | Equipo visitante   |
| ------------- | ------------ | ------------------ |
| Celtic        | 1:1 (3:4 p.) | Valencia           |
| Elfsborg      | 1:3          | Real Madrid        |
| Anderlecht    | 2:0          | Arsenal            |
| Middlesbrough | 5:0          | Dynamo Kiev        |
| Ajax          | 3:1          | Sevilla            |
| Salzburg      | 0:4          | Roma               |
| Midtjylland   | 4:4 (5:4 p.) | Atlético de Madrid |
| Příbram       | 2:2 (5:4 p.) | CSKA               |

### Fase final
Un total de dieciséis clasificados disputaron la fase eliminatoria final de la competición. Ocho equipos llegaron como ganadores de su grupo en la ruta de la Champions League, y otros ocho llegaron de un play-off que se realizó entre los ocho segundos equipos de la fase de grupos de la ruta de la Champions League y los ocho equipos que superaron la ruta de Campeones Nacionales.
| Ganadores Ruta Champions League - PSG - Lyon - Manchester City - Chelsea | - Barcelona - Benfica - PSV Eindhoven - Dinamo Zagreb |

| Ganadores Play-Off - Real Madrid - Valencia - Ajax - Anderlecht | - Middlesbrough - Roma - Midtjylland - Příbram |

|  | Octavos de final     | Octavos de final   |             |       | Cuartos de final   | Cuartos de final   |  |  | Semifinales | Semifinales |  |  | Final                               | Final                               |
|  | 23 y 24 de febrero   | 23 y 24 de febrero |             |       | 8, 9 y 15 de marzo | 8, 9 y 15 de marzo |  |  | 15 de abril | 15 de abril |  |  | 18 de abril, Colovray Stadium, Nyon | 18 de abril, Colovray Stadium, Nyon |
|  |                      |                    |             |       |                    |                    |  |  |             |             |  |  |                                     |                                     |
|  |                      |                    |             |       |                    |                    |  |  |             |             |  |  |                                     |                                     |
|  |                      |                    |             |       |                    |                    |  |  |             |             |  |  |                                     |                                     |
|  | Real Madrid          | 3                  |             |       |                    |                    |  |  |             |             |  |  |                                     |                                     |
|  | Real Madrid          | 3                  |             |       |                    |                    |  |  |             |             |  |  |                                     |                                     |
|  | Manchester City      | 1                  |             |       |                    |                    |  |  |             |             |  |  |                                     |                                     |
|  | Manchester City      | 1                  | Real Madrid | 2     |                    |                    |  |  |             |             |  |  |                                     |                                     |
|  |                      |                    |             | 2     |                    |                    |  |  |             |             |  |  |                                     |                                     |
|  |                      | Benfica            | 0           |       |                    |                    |  |  |             |             |  |  |                                     |                                     |
|  | Příbram              | Benfica            | 0           | 1 (3) |                    |                    |  |  |             |             |  |  |                                     |                                     |
|  | Příbram              |                    |             | 1 (3) |                    |                    |  |  |             |             |  |  |                                     |                                     |
|  | Benfica              | 1 (5)              |             |       |                    |                    |  |  |             |             |  |  |                                     |                                     |
|  | Benfica              | 1 (5)              | Real Madrid | 1     |                    |                    |  |  |             |             |  |  |                                     |                                     |
|  |                      |                    |             | 1     |                    |                    |  |  |             |             |  |  |                                     |                                     |
|  |                      | PSG                | 3           |       |                    |                    |  |  |             |             |  |  |                                     |                                     |
|  | PSG                  | PSG                | 3           | 1     |                    |                    |  |  |             |             |  |  |                                     |                                     |
|  | PSG                  |                    |             | 1     |                    |                    |  |  |             |             |  |  |                                     |                                     |
|  | Middlesbrough        | 0                  |             |       |                    |                    |  |  |             |             |  |  |                                     |                                     |
|  | Middlesbrough        | 0                  | PSG         | 3     |                    |                    |  |  |             |             |  |  |                                     |                                     |
|  |                      |                    |             | 3     |                    |                    |  |  |             |             |  |  |                                     |                                     |
|  |                      | Roma               | 1           |       |                    |                    |  |  |             |             |  |  |                                     |                                     |
|  | PSV Eindhoven        | Roma               | 1           | 2 (1) |                    |                    |  |  |             |             |  |  |                                     |                                     |
|  | PSV Eindhoven        |                    |             | 2 (1) |                    |                    |  |  |             |             |  |  |                                     |                                     |
|  | Roma                 | 2 (3)              |             |       |                    |                    |  |  |             |             |  |  |                                     |                                     |
|  | Roma                 | 2 (3)              | PSG         | 1     |                    |                    |  |  |             |             |  |  |                                     |                                     |
|  |                      |                    |             | 1     |                    |                    |  |  |             |             |  |  |                                     |                                     |
|  |                      | Chelsea            | 2           |       |                    |                    |  |  |             |             |  |  |                                     |                                     |
|  | Chelsea              | Chelsea            | 2           | 1 (5) |                    |                    |  |  |             |             |  |  |                                     |                                     |
|  | Chelsea              |                    |             | 1 (5) |                    |                    |  |  |             |             |  |  |                                     |                                     |
|  | Valencia             | 1 (3)              |             |       |                    |                    |  |  |             |             |  |  |                                     |                                     |
|  | Valencia             | 1 (3)              | Chelsea     | 1     |                    |                    |  |  |             |             |  |  |                                     |                                     |
|  |                      |                    |             | 1     |                    |                    |  |  |             |             |  |  |                                     |                                     |
|  |                      | Ajax               | 0           |       |                    |                    |  |  |             |             |  |  |                                     |                                     |
|  | Lyon                 | Ajax               | 0           | 0     |                    |                    |  |  |             |             |  |  |                                     |                                     |
|  | Lyon                 |                    |             | 0     |                    |                    |  |  |             |             |  |  |                                     |                                     |
|  | Ajax                 | 3                  |             |       |                    |                    |  |  |             |             |  |  |                                     |                                     |
|  | Ajax                 | 3                  | Chelsea     | 3     |                    |                    |  |  |             |             |  |  |                                     |                                     |
|  |                      |                    |             | 3     |                    |                    |  |  |             |             |  |  |                                     |                                     |
|  |                      | Anderlecht         | 0           |       |                    |                    |  |  |             |             |  |  |                                     |                                     |
|  | Anderlecht           | Anderlecht         | 0           | 3     |                    |                    |  |  |             |             |  |  |                                     |                                     |
|  | Anderlecht           |                    |             | 3     |                    |                    |  |  |             |             |  |  |                                     |                                     |
|  | Dinamo Zagreb (p.p.) | 0                  |             |       |                    |                    |  |  |             |             |  |  |                                     |                                     |
|  | Dinamo Zagreb (p.p.) | 0                  | Anderlecht  | 2     |                    |                    |  |  |             |             |  |  |                                     |                                     |
|  |                      |                    |             | 2     |                    |                    |  |  |             |             |  |  |                                     |                                     |
|  |                      | Barcelona          | 0           |       |                    |                    |  |  |             |             |  |  |                                     |                                     |
|  | Barcelona            | Barcelona          | 0           | 3     |                    |                    |  |  |             |             |  |  |                                     |                                     |
|  | Barcelona            |                    |             | 3     |                    |                    |  |  |             |             |  |  |                                     |                                     |
|  | Midtjylland          | 1                  |             |       |                    |                    |  |  |             |             |  |  |                                     |                                     |
|  | Midtjylland          | 1                  |             |       |                    |                    |  |  |             |             |  |  |                                     |                                     |

#### Octavos de final
| Equipo local  | Resultado    | Equipo visitante |
| ------------- | ------------ | ---------------- |
| PSV Eindhoven | 2:2 (1:3 p.) | Roma             |
| Příbram       | 1:1 (3:5 p.) | Benfica          |
| Anderlecht    | 3:0 (p.p.)1  | Dinamo Zagreb    |
| Lyon          | 0:3          | Ajax             |
| Chelsea       | 1:1 (5:3 p.) | Valencia         |
| Real Madrid   | 3:1          | Manchester City  |
| PSG           | 1:0          | Middlesbrough    |
| Barcelona     | 3:1          | Midtjylland      |

1- Dinamo Zagreb fue excluido de la competición debido a la alineación de Matija Fintić.

#### Cuartos de final
| Equipo local | Resultado | Equipo visitante |
| ------------ | --------- | ---------------- |
| Chelsea      | 1:0       | Ajax             |
| PSG          | 3:1       | Roma             |
| Anderlecht   | 2:0       | Barcelona        |
| Real Madrid  | 2:0       | Benfica          |

#### Semifinales
| Equipo local | Resultado | Equipo visitante |
| ------------ | --------- | ---------------- |
| Real Madrid  | 1:3       | PSG              |
| Chelsea      | 3:0       | Anderlecht       |

#### Final
| Equipo local | Resultado | Equipo visitante |
| ------------ | --------- | ---------------- |
| PSG          | 1:2       | Chelsea          |

| Campeones de la Liga Juvenil de la UEFA 2015/16 |
| Bandera de Inglaterra                           |
| Chelsea F. C. 2.º título                        |

## Estadísticas

### Goleadores
| Jugador             | Equipo             | PJ | Goles | Minutos |
| ------------------- | ------------------ | -- | ----- | ------- |
| Roberto Nuñez       | Atlético de Madrid | 7  | 9     | 624'    |
| Tammy Abraham       | Chelsea            | 9  | 8     | 810'    |
| Borja Mayoral       | Real Madrid        | 7  | 8     | 614'    |
| Diogo Gonçalves     | Benfica            | 6  | 7     | 496'    |
| José Gomes          | Benfica            | 5  | 7     | 328'    |
| Carles Aleñá        | Barcelona          | 8  | 6     | 716'    |
| Rafael Mir          | Valencia           | 7  | 6     | 617'    |
| Jorn Vanсamp        | Anderlecht         | 6  | 6     | 543'    |
| Sadiq Umar          | Roma               | 9  | 5     | 769'    |
| Kasey Palmer        | Chelsea            | 8  | 5     | 545'    |
| Jean-Kévin Augustin | PSG                | 8  | 5     | 641'    |
| Leandro Putaro      | Wolfsburg          | 6  | 5     | 410'    |